# Henrik Paldanius

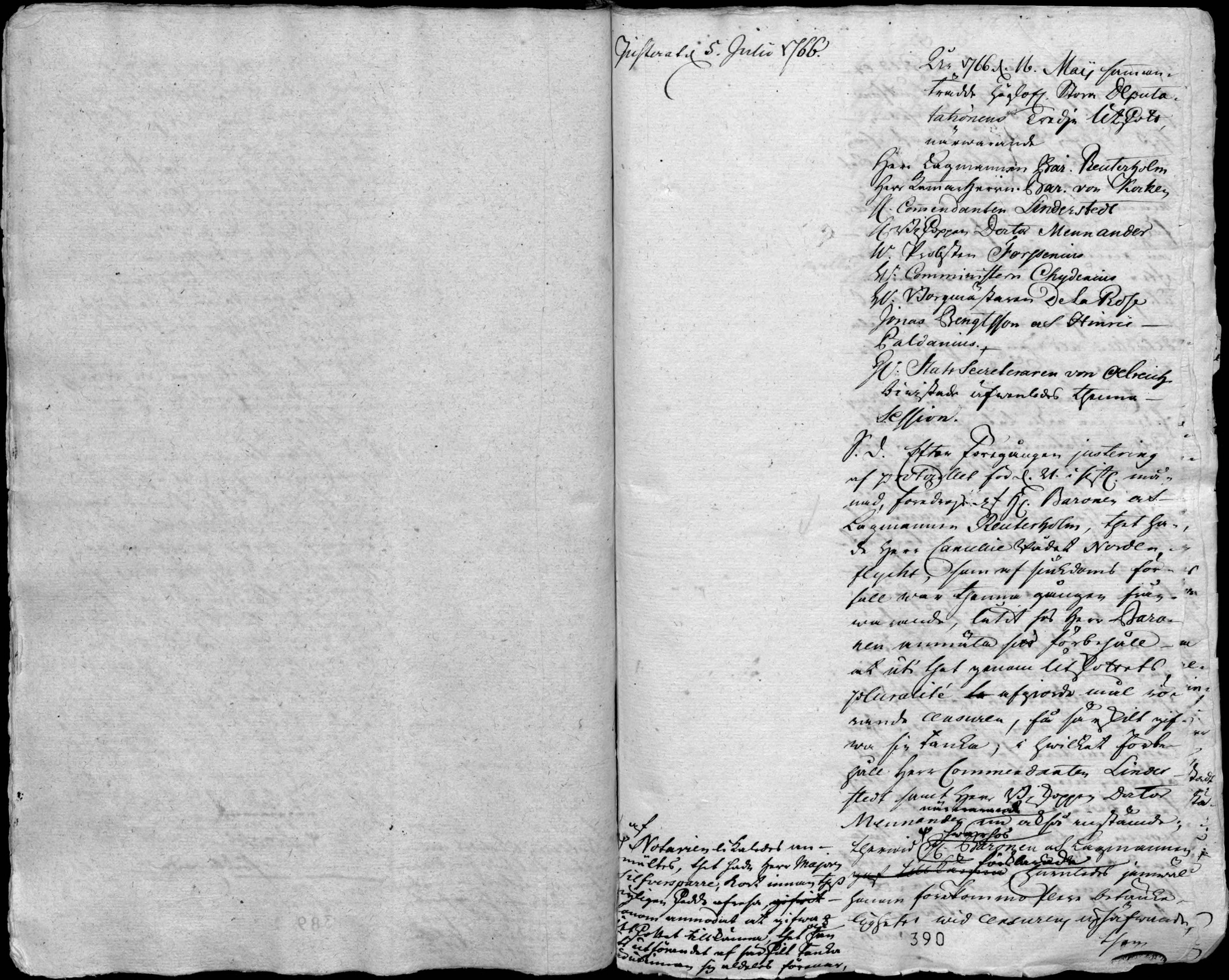
Protokoll från tredje utskottets sammanträde 16 maj 1766 där Paldanius listas bland de närvarande ca mitt på sidan.

Henrik Paldanius, född 1726, död 1784, var en bonde och riksdagsman från Savolax. 
Paldanius deltog i Riksdagen 1765–1766 och var medlem av mössorna. Han var en av representanterna för bondeståndet i den stora deputationens tredje utskott som utredde frågan om tryckfrihet. Utskottets arbete ledde fram till 1766 års tryckfrihetsförordning. 